# Jerzy Zathey
Jerzy Krzysztof Stanisław Zathey (ur. 15 kwietnia 1911 w Krakowie, zm. 27 kwietnia 1999 w Mszanie k. Tylawy) – polski historyk, rękopiśmiennik, badacz dziejów kultury średniowiecznej i renesansowej, bibliotekarz. 

## Życiorys
Po ukończeniu w 1929 Gimnazjum Klasycznego im. Jana Sobieskiego, podjął studia historyczne na Wydziale Filozoficznym UJ, które zakończył uzyskaniem 13 grudnia 1933 stopnia magistra filozofii. Równocześnie uczęszczał na zajęcia w Studium Pedagogicznym UJ, zdał egzamin nauczycielski z historii wychowania i nauki o Polsce współczesnej, a w 1935 uzyskał dyplom nauczyciela szkół średnich z prawem nauczania historii. 24 kwietnia 1936 obronił przygotowaną pod kierunkiem prof. Stanisława Kota pracę doktorską: Polityka i propaganda w mowach posłów do Stolicy Apostolskiej w latach 1415–1518. Dzięki otrzymanemu stypendium, od lutego 1937 do sierpnia 1938 prowadził badania naukowe, głównie rękopiśmienne, w bibliotekach i archiwach: Wiednia, Salzburga, Wenecji, Florencji, Rzymu, Neapolu, Bazylei, Awinionu, Marsylii, Paryża, Monachium i Berlina. W latach 1938–1944 pracował jako kustosz w Dziale Starszych Rękopisów Biblioteki Narodowej. Po wybuchu powstania warszawskiego organizował w Bibliotece Krasińskich i brał udział w zabezpieczaniu najcenniejszych zbiorów BN. W 1946 zdał państwowy egzamin bibliotekarski I stopnia i uzyskał formalne kwalifikacje bibliotekarskie. W latach 1945–1981 był kustoszem i od 1 kwietnia 1957 do 1981 kierownikiem Oddziału Rękopisów Biblioteki Jagiellońskiej. W 1981 przeszedł na emeryturę. Jeden z twórców metody naukowego opracowywania rękopisów średniowiecznych, wydawca licznych tekstów źródłowych: łacińskich i staropolskich. Od 5 lutego 1980 członek korespondent Medieval Academy of America w Cambridge, Mass. Profesor nadzwyczajny Uniwersytetu Jagiellońskiego od 1983. Odznaczony był Medalem Komisji Edukacji Narodowej i Krzyżem Kawalerskim Orderu Odrodzenia Polski.
Zmarł w Mszanie k. Tylawy, w powiecie dukielskim. Pochowany 6 maja 1999 na cmentarzu Rakowickim w Krakowie (kwatera U-zachód-po lewej Przybylskich).

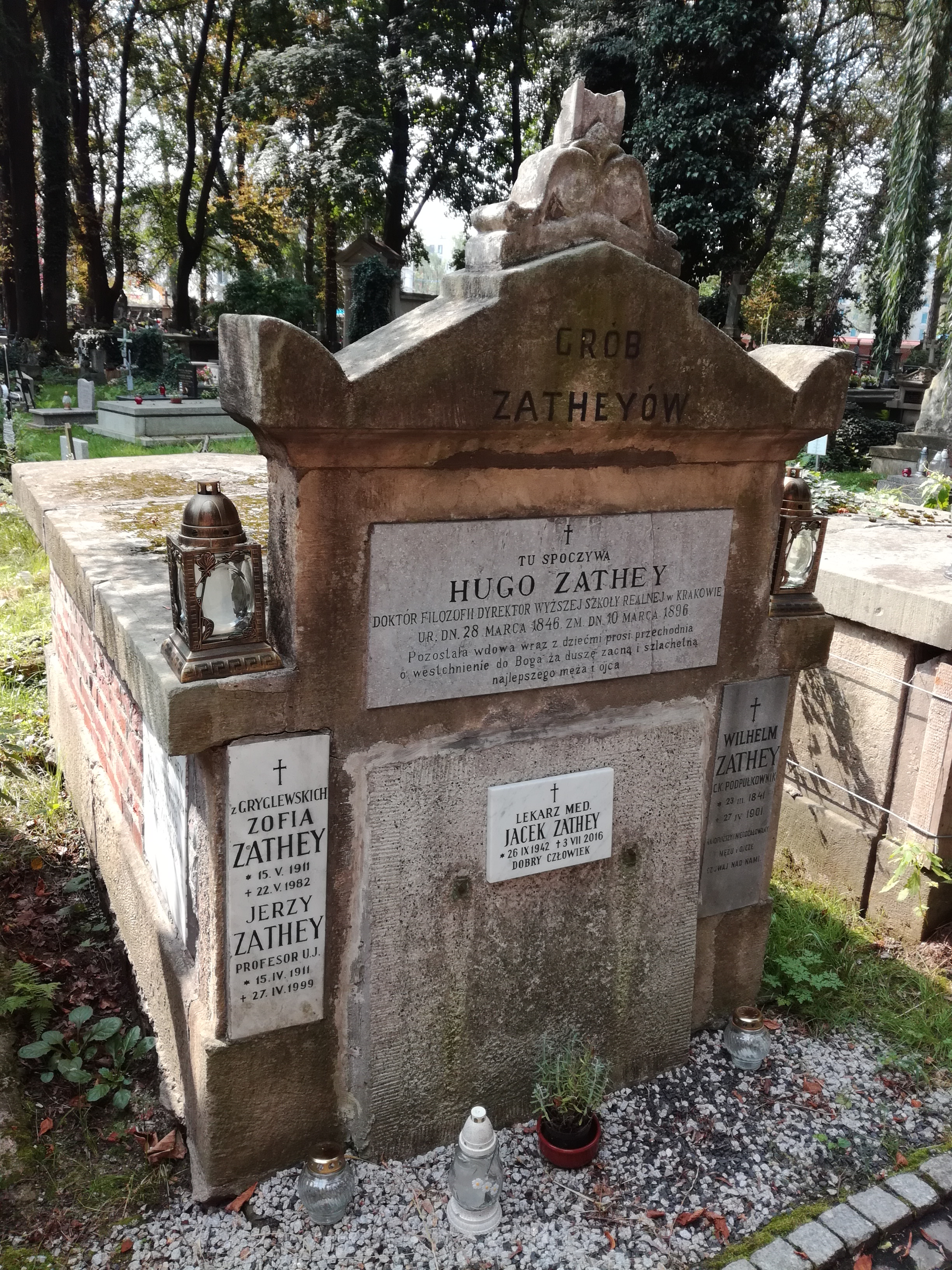
Grób prof. Jerzego Zatheya na cmentarzu Rakowickim

Był mężem Zofii z Gryglewskich (1911–1982), z którą mieli syna Jacka (1942–2016) i córkę Beatę.

## Wybrane publikacje
- Katalog rękopisów średniowiecznych Biblioteki Kórnickiej, (1963).
- Wstęp do faksymilowego wydania Dzieł wszystkich Kopernika, t. 1, (1972).
- (współautor) Catalogus codicum manuscriptorum medii aevi Latinorum, qui in Bibliotheca Jagellonica asservantur, t. 1-4, (1980–1988).